# Dirk Donath
Dirk Donath (* 3. April 1961 in Leipzig) ist ein deutscher Architekt und Informatiker sowie Professor für Informatik in der Architektur.

## Leben
Die Familie Dirk Donaths zog 1965 nach Nordhausen. Dort besuchte er die Friedrich-Engels- und später die Humboldt-Schule.
Dirk Donath studierte von 1981 bis 1986	Architektur und Angewandte Informatik an der Hochschule für Architektur und Bauwesen Weimar. Anschließend war er Forschungsstudent und promovierte
1988 mit dem Thema Untersuchungen zur anwenderspezifischen Kommunikation und Modellierung im computergestützten Architekturentwurf.
Nach der Promotion arbeitete er als  Assistent am Bereich „Design und Planung“.
Seit 1990 arbeitet er auch als selbständiger Architekt.
1993 wurde er zum Professor für Informatik in der Architektur berufen. Seit 2000 ist er Mitglied des Senats der Bauhaus-Universität Weimar.
Seit 2008 hat er einen Lehrstuhl am Architekturinstitut der Universität Addis Abeba in Addis Abeba inne.
Dirk Donath hat drei Kinder. Er gilt seit Oktober 2017 als vermisst.

## Veröffentlichungen (Auswahl)
- Dirk Donath: Bauaufnahme und Planung im Bestand: Grundlagen – Verfahren – Darstellung – Beispiele, Vieweg+Teubner, 2008, ISBN 978-3834803986.
- Christian Bucher, Dirk Donath, Erich Raue: Revitalisierung von Bauwerken, Bauhaus-Universität Weimar, 2006, ISBN 978-3860682869.